# Jorge & Mateus
Jorge & Mateus es un dúo de música sertaneja brasileño, formado en Itumbiara en 2005 por los cantantes Jorge Barcelos (voz) y Mateus Liduário (voz y guitarra).
Precursores del sertanejo universitario, Jorge & Mateus lanzaron su álbum debut en 2007, Ao Vivo em Goiânia, producido por Pinocho, que alcanzó popularidad en el país a través de las canciones "Pode Chorar", "De Tanto Te Querer" y "Tem Nada a Ver”, lo que hizo que el dúo invirtiera en otros trabajos en vivo, lo que fortaleció su notoriedad. En 2010, se lanzó Aí Já Era, el primer álbum de estudio del dúo, que marcó el inicio de la asociación con el productor Dudu Borges, que duró hasta Os Anjos Cantam en 2015. El sonido del dúo, durante este período, ganó influencias de géneros como el pop  y el folk rock, e incluso los músicos grabaron un álbum en Londres. A lo largo de la segunda mitad de la década de 2010, se lanzó Como. Siempre hecho. Nunca (2016) y Terra Sem CEP (2018) y, entre ellos, un disco conmemorativo de los 10 años que reunió a más de 80.000 personas en Brasilia en 2016. El trabajo más reciente de los músicos es É Simples Assim, lanzado en 2022 por el sello Free sound.
Considerado el dúo country de mayor éxito comercial durante la mayor parte de su período de actividad, Jorge & Mateus ha vendido más de 10 millones de copias en álbumes y descargas pagas agregadas a las transmisiones, convirtiéndolos en uno de los artistas más grandes con ventas récord. en Brasil, teniendo parte de su repertorio entre las canciones más tocadas en las radios brasileñas, además de una de las mayores cuotas de la música actual. A lo largo de su carrera, fueron nominados al Grammy Latino por Mejor Álbum de Música Country en varias ocasiones y ganaron el Premio Multishow de Música Brasileña en 2018 en la categoría Mejor Dúo.

## Carrera

### 2005 — 2006: Formación
Los amigos Jorge Alves Barcelos y Mateus Pedro Liduário de Oliveira tenían algunas cosas en común a pesar de no conocerse desde recién nacidos. Ambos ya mostraban interés por la música desde la época en que estudiaban desde preescolar hasta bachillerato. Jorge descubrió su talento a través de una dinámica aplicada durante la escuela primaria, donde cantó por primera vez a sus compañeros de clase, llamando la atención de su padre, Seu Eurípedes Barcelos y su madre, Doña María Genoveva Alves. Mateus participó a menudo en festivales de música promovidos por la escuela, apareciendo con mayor frecuencia en las primeras posiciones. Su conexión con la música vino a través de su madre, con quien aprendió a tocar la guitarra.
Pasó el período escolar, y luego ambos ingresaron en la Pontificia Universidad Católica Dom Bosco en Campo Grande (MS). Jorge se graduó en derecho, mientras que Mateus trabajaba como ingeniero agrónomo. Sin embargo, no dejaron de participar en fiestas y festivales de música. Fue a través de un amigo en común que se conocieron, en 2005, y actuaron por primera vez en un asado en una hacienda en Itu (SP). La sintonía fue inmediata, y entonces decidieron formar un dúo. Su primera actuación oficial está fechada el 26 de mayo de 2005, en una discoteca de su ciudad natal, para un público universitario.
En 2006, animados por el feedback recibido del público, decidieron grabar un disco independiente en el garaje de Mateus. El trabajo reunió algunas canciones autorales y regrabaciones de éxitos seleccionados del país de las décadas de 1980 y 1990, período que marcó su infancia y adolescencia. El lanzamiento se produjo en el mismo año, y tuvo suficiente repercusión como para que el sello Universal Music conociera su trabajo.

### 2007 — 2009: Contrato con Universal Music y primeros trabajos
El 8 de mayo de 2007 grabaron su álbum debut, Ao Vivo em Goiânia, producido por el Maestro Pinocho, y luego lanzado el 19 de septiembre del mismo año, en formato CD, DVD y Descarga Digital. Contiene 19 temas y tres sencillos, entre los que se destacó "Pode Chorar", que recibió una certificación de oro y fue considerado el primer lanzamiento nacional exitoso del dúo por estar entre las 100 canciones más reproducidas en la radio brasileña en la lista de fin de año. El álbum recibió la certificación de platino de Pro-Música Brasil (PMB) por su desempeño en ventas físicas.
En 2008, algunas de las canciones del dúo, como "Fogueira" y "Querendo Te Amar", quedaron entre las más reproducidas en las radios brasileñas. Por esta razón, la Rede Globo seleccionó "De tanto te querer" para la banda sonora de su telenovela A Favorita en horario estelar[12], lo que hizo que el dúo ganara aún más notoriedad nacional.
Ese mismo año, lanzaron un proyecto pionero llamado Elétrico, en el que mezclaban géneros axé y pop con sertanejo. Fue el primer dúo de sertaneja en actuar en el Carnaval de Salvador, además de crear la cuadra de la calle "Pirraça". Este proyecto fue fundamental para la expansión del dúo en una región del país donde el género sertanejo no es muy popular.
En 2009, lanzaron su segundo álbum, O Mundo É so Pequeno, en formato CD, DVD, Descarga Digital y Digiplack.[14] Fue producido por el Maestro Pinnochio y recibió la certificación triple platino del PMB. Contenía cuatro sencillos, entre los cuales "Voa Beija-flor" tuvo un destaque considerable, estando entre las cincuenta canciones más reproducidas en las radios brasileñas al final del año. Este trabajo consolidó la carrera del dúo, que a finales de este año realizó su primera gira internacional, con tres presentaciones en Estados Unidos, además de participar en un crucero temático sobre música country, donde actuaron durante dos días.
Más tarde ese año, el canal Multishow transmitió en vivo un concierto que el dúo realizó en la ciudad de Goiânia, que tuvo una audiencia de 45.000 personas, en alta definición, siendo el primero de un dúo de campo compilado en este formato.

### 2010 — 2011: consolidación de carrera y acercamiento al pop
El año 2010 marcó la consolidación de la carrera de Jorge & Mateus. En marzo, lanzaron su tercer disco, Ao Vivo Sem Cortes, grabado en Goiânia. Fue el primero producido por Dudu Borges y contó con la regrabación de canciones lanzadas anteriormente, reproducidas en un espectáculo que contó con 20 pistas, 5 de las cuales eran originales. Recibió la certificación de doble platino del PMB. En el mismo mes, hicieron su segunda aparición en los Estados Unidos, en una pequeña gira.
En septiembre, lanzaron su cuarto álbum, Aí Já Era, el primero grabado en el estudio fuera de Goiânia (esta vez en São Paulo). Fue producido por Dudu Borges y marcó el acercamiento del dúo al género pop. Recibió una certificación de platino de PMB por su desempeño en ventas físicas. Contiene 14 pistas, entre las cuales 5 son sencillos, que tuvieron un éxito considerable al momento de su lanzamiento. El primero en ser lanzado, "Amo Noite e Dia", fue la canción más interpretada en las estaciones de radio brasileñas en julio y agosto, según Billboard Hot Popular Songs, siendo el primer sencillo del dúo en lograr tal hazaña. . Los lanzamientos posteriores, "Chove Chove" (octava posición), "Seu Astral" (posición 13) y Aí Já Era (posición 17) también se destacaron por su actuación en las estaciones de radio brasileñas.
Tras este lanzamiento, Jorge & Mateus terminaron el año de gira por Europa, actuando en cuatro ciudades: Londres, Ámsterdam, Bruselas y Lisboa.

## 2012 — 2014: Cambio de etiqueta y primer DVD internacional
En 2012, después de 6 años de sociedad, Jorge & Mateus dejaron Universal Music para firmar un contrato con Som Livre. El primer lanzamiento con el nuevo sello fue una colección musical, titulada Essencial, que reunió algunos de los grandes éxitos del dúo hasta el momento, además de tres sencillos, incluidos dos inéditos ("Pra Quê Understand?" y " Duas Metades") y la regrabación de "Amor Covarde", que fue seleccionada para la banda sonora de Fina Estampa, la telenovela de Rede Globo.
En marzo, el dúo grabó, en la playa de Jurerê, en Florianópolis, A Hora É Agora, luego estrenada en octubre del mismo año. Fue producido por Dudu Borges y consolidó la mezcla de estilos musicales que se destacó en el último disco del dúo, utilizando instrumentos tradicionalmente sertanejos como la guitarra y el acordeón, armonizándolos con la guitarra, el piano e incluso algunos elementos de la música electrónica, además de axé, forró y pop rock. Contiene 22 temas, entre los cuales cinco fueron lanzados como sencillos, además de la regrabación de "Cartaz", originalmente grabada por el cantante Raimundo Fagner.
Al final del año, el dúo tocó en dos grandes espectáculos más. Los días 2 y 3 de septiembre actuaron como atracción principal en la vigésima octava edición del Brazilian Day, que tuvo lugar en Nueva York (con una audiencia estimada de 1 millón de personas) y Toronto, además de la séptima edición. del País de Caldas, que se llevó a cabo el 17 de noviembre ante una audiencia de más de 100.000 personas.
El 18 de noviembre de 2013, el dúo lanzó el álbum At the Royal Albert Hall - Live in London, aproximadamente un año después de su grabación. Asistieron 4.000 brasileños residentes en Europa, además de ser el primero registrado fuera del país. Para dar a conocer el trabajo, se lanzó como sencillo la regrabación de "Amor pra Recomeçar", grabada originalmente por Frejat, siendo la única canción del repertorio no autor del dúo, hecho que fue recordado por el propio Jorge durante el show. . Tuvo un buen desempeño, alcanzando la decimocuarta posición en el Brasil Hot 100 Airplay. Según Billboard, el álbum estuvo 18 semanas entre los tres primeros de Brasil, alcanzando la segunda posición.

### 2015 — 2016: 10 años de carrera, Os Anjos Cantam y Como. Siempre hecho. Nunca
2015 fue un año especial para Jorge & Mateus, ya que marcó una década de asociación entre el dúo. En marzo, lanzaron Os Anjos Cantam, su séptimo álbum en general y el primero grabado en el estudio. Fue el último producido por Dudu Borges y se caracterizó por presentar canciones esencialmente románticas. El primer sencillo lanzado fue "Logo Eu", en octubre de 2013, un mes después del inicio de la producción de la obra. También se lanzaron otras canciones antes del álbum, como "Calma" y "Nocaute" (a lo largo de 2014) y la canción principal (en febrero de 2015).
La recepción del disco fue inmediata. Unos cuarenta días después de su lanzamiento, ya se habían vendido 80.000 copias físicas, lo que le valió una certificación de platino del PMB. Fue el álbum número uno en Brasil entre el 23 y el 30 de marzo y permaneció entre los tres primeros durante 16 semanas, además de encabezar el ranking iTunes Album Chart, mostrando su buen desempeño en las plataformas digitales. Os Anjos Cantam recibió una nominación al Premio Grammy Latino en la categoría de Mejor Álbum de Música Sertaneja, y las cifras finales estiman que se han vendido alrededor de 500.000 copias.
El 3 de agosto de 2015, fue lanzado el sencillo "Question Boba", que forma parte del proyecto Meus Amigos, Minhas Músicas, del Maestro Pinocho, grabado en vivo el 20 de mayo durante Villa Mix Goiânia. Pinocho fue el productor de los dos primeros álbumes del dúo.
El 12 de febrero de 2016 se lanzó el álbum Como. Siempre hecho. Nunca, grabado en septiembre de 2015 en el Espaço das Américas, en São Paulo. Fue el sexto en vivo y el octavo en total, producido por Neto Schaffer. El primer sencillo, "Sosseguei", fue lanzado el 23 de octubre de 2015, teniendo notables repercusiones, terminando en la tercera posición en la lista Brazil Hot 100 Airplay de fin de año.[53] Posteriormente se lanzaron otros dos sencillos: "Louca de Saudade" (abril de 2016) y "Pra Semper com Você" (septiembre de 2016). El álbum encabezó las plataformas digitales iTunes y Spotify, además de recibir una certificación de diamante de PMB por su desempeño en ventas físicas. Fue el álbum número uno en Brasil durante ocho semanas, entre el 12 de marzo y el 7 de mayo de 2016.
El 11 de noviembre de 2016, lanzaron el álbum conmemorativo 10 Anos, grabado en el Estádio Nacional Mané Garrincha, en Brasilia, un año antes, para una audiencia estimada de 80.000 personas. El repertorio incluye los grandes éxitos de la carrera del dúo hasta el momento, seleccionados por ellos mismos. La acogida del disco fue positiva, alcanzando el liderazgo del ranking iTunes Album Chart, además de la segunda posición en el Top DVDs de la ABPD y la quinta posición en el TOP 20 Weekly de la ABPD.
Luego de la exitosa grabación del DVD que celebró una década del dúo, Jorge & Mateus regresaron a Brasilia el 11 de octubre de 2016, en un concierto para celebrar los 11 años de carrera en el Estádio Nacional Mané Garrincha, para una audiencia de 80 mil personas .
El programa fue transmitido en vivo por YouTube y se destacó por tener la mayor audiencia de pago en la historia de la Capital Federal.

### 2017 — 2018: Solteros, Terra Sem Cep y proyecto "Único"
En 2017 el dúo apostó por los sencillos, que no fueron agregados a ningún álbum. El primer lanzamiento fue "If Love Has a Place", el 27 de enero. En pocas horas, el clip ya había alcanzado más de 240.000 visitas en YouTube y estaba entre los temas más comentados en Twitter. Aproximadamente 4 meses después, el 26 de abril, "Medida Certa" fue lanzada en todas las plataformas digitales. El 15 de agosto se lanzó en YouTube el videoclip oficial de la canción, protagonizado por Kéfera Buchmann y Rafael Infante. El último lanzamiento del año fue "Contrato", el 1 de noviembre, siendo el último sencillo antes de la grabación del nuevo disco, que ya había sido anunciado.
La recepción de los solteros fue positiva. Según el ranking de la empresa de monitoreo ConnectMix, "Se o Amor Tiver Lugar" quedó en la vigésima cuarta posición, con 490.000 reproducciones en las radios brasileñas, mientras que "Medida Certa", con 456.000 reproducciones, quedó en la vigésima séptima posición. . "Contract" no apareció en las listas de 2017 ya que se lanzó a finales de año. Sin embargo, obtuvo 521.000 reproducciones en 2018, ubicándose en el puesto 16.
El 23 de febrero de 2018 se estrenó Terra Sem CEP, grabado dos meses antes en Goiânia y producido por Neto Schaefer. Fue el octavo videoálbum y el décimo en general, con un repertorio de 14 canciones, entre las cuales dos fueron lanzadas como sencillos: "Propaganda" (el 23 de marzo) y "Trincadinho" (el 27 de septiembre). En las plataformas digitales, el álbum tuvo un éxito inmediato. El día del lanzamiento, todas las pistas aparecieron en la lista de las 100 canciones más reproducidas en Spotify y, en la misma semana, alcanzaron la primera posición en Apple Music. "Propaganda" y "Trincadinho" se mantuvieron entre las canciones más escuchadas en la radio de todo Brasil durante todo el año.
El 20 de mayo de 2018, el dúo presentó el proyecto "Jorge & Mateus - Único", que consiste en un espectáculo con un repertorio compuesto por canciones que fueron un éxito a lo largo de su carrera. El estreno tuvo lugar en el Marina Park Hotel, en Fortaleza, Ceará, con la participación de Xand, destacando la idea de hacer una especie de festival de música con artistas de renombre.

### 2019 — presente: Salida de AudioMix, primer EP y Tudo Em Paz
El 24 de mayo de 2019, el sencillo "Tijolão", grabado en Villa Mix Brasilia, fue lanzado en todas las plataformas digitales. Cuatro días después de su lanzamiento oficial, "Tijolão" tuvo cinco millones de visitas en YouTube y dos millones de transmisiones en Spotify, marcando un lanzamiento impresionante en las plataformas digitales. En su primera semana de reproducción en la radio, la canción alcanzó el puesto 37, con 6.611 reproducciones, según la empresa de monitoreo ConnectMix. Menos de 5 meses después, el 11 de octubre, se lanzó "Cheirosa", sencillo grabado en Villa Mix Rio Preto.
El 22 de octubre de 2019, Jorge & Mateus anunciaron su salida de Audio Mix luego de 10 años de asociación. En un comunicado oficial, tanto el dúo como la oficina publicaron el mismo texto, destacando la importancia que tenían el uno para el otro. El motivo principal de la ruptura habría sido las diferencias artísticas con Marcos Araújo, dueño de la oficina. El 8 de diciembre de 2019, fue anunciada la regrabación de la canción "Quase Sem Querer", de la banda Legião Urbana, en el programa Fantástico, de TV Globo, como parte del proyecto "Solteros", en el plataforma de streaming Spotify. Además, la canción "Mil Anos" obtuvo nuevos arreglos y se interpretó al día siguiente. La divulgación y lanzamiento del proyecto se produjo días después de que la plataforma anunciara que "Jorge & Mateus" eran los artistas brasileños más escuchados de la década en el país.
El 6 de marzo de 2020, el dúo lanzó el proyecto T.E.P. EP 1, que reunió nuevas composiciones con la inclusión de "Tijolão" y "Cheirosa". En abril, con la pandemia de COVID-19 en Brasil, el dúo promocionó una transmisión en vivo de cuatro horas en YouTube. El programa atrajo a alrededor de 3 millones de espectadores simultáneos, lo que se consideró un récord en la plataforma. La producción también contó con la participación del entonces Ministro de Salud del país, Luiz Henrique Mandetta.
El 29 de septiembre de 2020 se grabó en el municipio de Pirenópolis, en el interior de Goiás, el disco Tudo Em Paz, lanzado el 22 de abril de 2021 por el sello Som Livre[87]. Tiene quince temas, cinco de los cuales fueron lanzados anteriormente: el sencillo "Lance Individual" el 13 de noviembre de 2020 y otros cuatro en el EP "Tudo Em Paz, Volumen 1" el 22 de enero de 2021.

## Estilo Musical
El dúo forma parte del movimiento sertanejo universitario, que es una rama de la música campesina caracterizada por el uso de instrumentos como sintetizadores y guitarras eléctricas junto con los tradicionales acordeones y guitarras, además de un lenguaje informal y elementos pop. Las letras se caracterizan por ser fáciles de memorizar y emocionantes, lo que permite una alta interacción entre el público y los cantantes durante los espectáculos, además de ser optimistas y seguras de sí mismas, con temas enfocados esencialmente en el amor y el sexo.
El movimiento se originó en los estados de Mato Grosso do Sul y Goiás a través de jóvenes campesinos que emigran a las ciudades, con el objetivo de ingresar a la universidad, incorporando la cultura de su país a través de la música. Este fenómeno se acentuó durante la década del 2000, cuando la estabilidad económica del país permitió que miles de estudiantes ingresaran a la educación superior, especialmente jóvenes del campo.